# Gyostega indentata
Gyostega indentata là một loài bướm đêm trong họ Geometridae.